# Serenada Schizophrana
Albums de Danny Elfman
Les noces funèbres Le Petit Monde de Charlotte
Serenada Schizophrana est une pièce en six mouvements composée par le compositeur américain Danny Elfman en 2004. Cette pièce fut jouée pour la première fois au Carnegie Hall de New York par l'American Composers Orchestra le 23 février 2005. La première fut dirigée par Stephen Sloane. Depuis, la pièce a été enregistrée en studio et gravée sur SACD le 3 octobre 2006 sous la direction du chef d'orchestre John Mauceri. L'illustration du compact disc a été faite par George Condo. Une grande partie des mouvements de cette pièce furent par la suite utilisés dans la bande sonore du film-documentaire IMAX Deep Sea 3D. En 2013, quatre des six mouvements de cette pièce ont été utilisés comme bande son du ballet de Monte Carlo intitulé "Choré" sous la supervision du chorégraphe Jean Christophe Maillot.
Cette pièce est la première composition « classique » de Danny Elfman.

## Mouvements
Cette pièce est composée de six mouvements et dure approximativement 42 minutes:
1. Pianos
2. Blue Strings
3. A Brass Thing
4. The Quadruped Patrol
5. I Forget
6. Bells and Whistles

L'enregistrement sur SACD comporte aussi deux pistes supplémentaires répondant aux titres "End Tag" et "Improv for Alto Sax". Cette pièces sont respectivement notées comme le septième mouvement et un bonus track.
Le mouvement intitulé I Forget est le seul mouvement comportant des paroles. Celles-ci sont en espagnol et sont chantés par une chanteuse soprano et un chœur de femmes.

## Instrumentation
Serenada Schizophrana est une pièce composée pour :
- Instrument à vent: 3 flûtes (l'une doublée par une flûte alto, une autre doublée par un piccolo), 3 hautbois (un doublé par un cor anglais), 3 clarinettes en Si-bémol (une doublée par une clarinette en mi bémol, une autre doublée par une clarinette basse en si bémol, une doublée par une clarinette basse en si bémol et un saxophone alto) et 3 bassons (un doublé par un contrebasson)
- Cuivres: 6 cors en Fa, 3 trompettes en Si bémol (une doublée par une trompette piccolo), 3 trombones (un doublée par un trombone basse), a trombone basse (doublé par un trombone contrebasse) et un tuba
- Percussion (6 joueurs): Timpani, une caisse claire, 2 grosses caisses, un tambourin, un vibraphone, un xylophone, plusieurs wood-blocks (piccolo, high, and low), plusieurs cymbales (crash, chinoise, and suspendue), cloches tubulairess, temple blocks, un charleston, plusieurs shakers (metal, rattlesnake, and wood), un glockenspiel, des claves, tom-toms, et 2 marimbas
- Claviers: 2 pianos (deux doublés par un synthétiseur) et un synthétiseur.
- Cordes: une harpe, 14 premiers et 10 seconds violons, 8 altos, 8 violoncelles, et 6 contrebasses
- Voix (dans "The Quadruped Patrol" et "I Forget" seulement): une voix de femme type soprano